# جامعة لويزيانا الحكومية
جامعة ولاية لويزيانا (رسميًا: جامعة ولاية لويزيانا وكلية الزراعة والميكانيكا، وتُعرف اختصارًا بـ LSU)، هي جامعة بحثية عامة أمريكية، تقع في باتون روج، لويزيانا، الولايات المتحدة. تأسست عام 1860 بالقرب من بينفيل، لويزيانا، باسم معهد ولاية لويزيانا للتعليم والأكاديمية العسكرية. بني الحرم الجامعي الرئيسي الحالي للجامعة، والذي يمتد على مساحة 650 فدانًا (حوالي 260 هكتارًا) في عام 1926 على هضبة تطل على نهر المسيسيبي، ويضم أكثر من 250 مبنى مصممًا على الطراز المعماري لعصر النهضة الإيطالي، المستوحى من أعمال أندريا بالاديو.
تُعد جامعة ولاية لويزيانا الجامعة الرائدة في ولاية لويزيانا، وهي المؤسسة المركزية في نظام جامعة ولاية لويزيانا. بلغ إجمالي عدد طلابها في عام 2021 أكثر من 28,000 طالب جامعي، بالإضافة إلى 4,500 طالب دراسات عليا، موزعين على 14 كلية ومدرسة. تُصنَّف الجامعة ضمن فئة R1: الجامعات ذات النشاط البحثي العالي جدًا. كما تدير الجامعة حوالي 800 مشروع بحثي ممول من مؤسسات بارزة مثل المعاهد الوطنية للصحة، والمؤسسة الوطنية للعلوم، والوقف الوطني للعلوم الإنسانية، والإدارة الوطنية للملاحة الجوية والفضاء (ناسا).
تُعد الجامعة واحدة من ثماني جامعات فقط في الولايات المتحدة تقدم برامج أكاديمية في طب الأسنان، القانون، الطب البيطري، الطب، وماجستير إدارة الأعمال.
على الصعيد الرياضي، يشارك قسم الرياضة في الجامعة في 21 رياضة جامعية (9 للرجال و12 للنساء)، وهي عضو في كل من الرابطة الوطنية لرياضة الجامعات ومؤتمر الجنوب الشرقي (SEC).

## روابط خارجية
- جامعة لويزيانا الحكومية على موقع الموسوعة البريطانية (الإنجليزية)
- جامعة لويزيانا الحكومية على موقع الموسوعة البريطانية (الإنجليزية)